# Ron Hauge
Ron Hauge (nació el 18 de junio de 1973) es un guionista y productor de televisión estadounidense. A principios de su carrera, Hauge era editor en el National Lampoon. Luego de esto, comenzó a trabajar como guionista en Seinfeld, In Living Colour, The Ren & Stimpy Show, y una nueva versión, que fue cancelada rápidamente, de The Carol Burnett Show. Ha escrito 12 episodios de The Ren & Stimpy Show, además de haber animado personalmente a la caricatura de Stimpy en el episodio Stimpy's Cartoon Show. Hauge se unió al elenco de Los Simpson en la octava temporada de la serie. Ha ganado un premio Emmy por haber escrito el, por ese entonces, controvertido episodio de la octava temporada Homer's Phobia, el cual fue su primer episodio. Antes de convertirse en escritor, era un dibujante de caricaturas.

## Trabajos como guionista

### Episodios deLos Simpson
Ha escrito los siguientes episodios:
- Homer's Phobia
- The Canine Mutiny
- Miracle on Evergreen Terrace
- Dumbbell Indemnity
- Mayored to the Mob
- Treehouse of Horror X (segmento Life's A Glitch, and Then You Die)
- Missionary: Impossible

## Episodios deSeinfeld
- The Marine Biologist
- The Fusilli Jerry